# Ка Чіавелло
Ка Чіавелло (італ. Cà Chiavello) — село (італ. curazia) у державі Сан-Марино. Територіально належить до муніципалітету Фаетано.